# ميشيل راسيل
ميشيل راسيل هي راكبة الكنو كندية، ولدت في 27 يونيو 1992 في دارتموث في كندا.

## وصلات خارجية
- ميشيل راسيل على موقع الاتحاد الدولي للكانو (الإنجليزية)
- ميشيل راسيل على موقع اللجنة الأولمبية الدولية (الإنجليزية)
- ميشيل راسيل على موقع أوليمبيديا (الإنجليزية)
- ميشيل راسيل على موقع اللجنة الأولمبية الكندية (الإنجليزية)